# Prêt conventionné
En France, le prêt conventionné est un prêt subventionné destiné à rendre l'accession à la propriété immobilière possible pour tous. Il est souscrit auprès d'un établissement bancaire.